# Muggia
Muggia (slowenisch Milje; deutsch Mulgs; furlanisch Mugle) ist eine italienische Gemeinde mit 12.834 Einwohnern (Stand 31. Dezember 2023) in der Region Friaul-Julisch Venetien.
Es ist das einzige Teilgebiet Istriens, das nach den Pariser Abkommen (1947) und dem Vertrag von Osimo (1975) auch heute noch zum italienischen Staatsgebiet gehört.

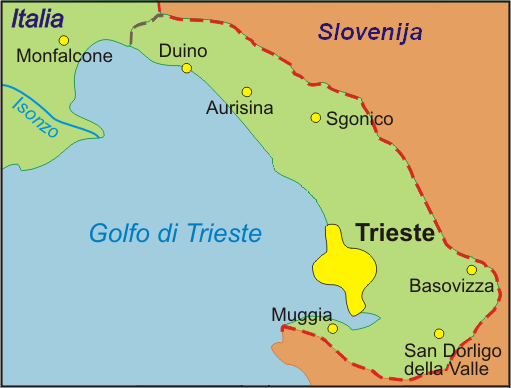
Lage der Gemeinde Muggia

## Geographie
Die Hafenstadt Muggia liegt an der istrischen Adriaküste, am südlichen Küstenabschnitt des Golfs von Muggia (slowenisch Miljski zaliv), der zum Meeresbereich des Golfes von Triest zählt. Die Landschaft im südlichen Gemeindegebiet steigt bis auf 244 m (Kaštelir) an und die hier liegenden Stadtteile befinden sich nah an der Landesgrenze zu Slowenien. Einige der örtlichen Straßen dienen dem regionalen grenzüberschreitenden Verkehr. Im westlichen Stadtgebiet, in Richtung San Bartolomeo-Lazzaretto, nimmt die Bebauungsdichte ab. Kleinere Flächen dienen dem Weinbau. Hier ist das Stadtgebiet von Grünzonen und offener Bebauung gekennzeichnet und der Archäologische Park von Muggia (Parco archeologico di Muggia Vecchia: Castrum Muglae) schützt und bewahrt einen Teil der historischen Besiedlungsstätte. Im Osten der Stadt Muggia befinden sich ausgedehnte Industrie- und Gewerbeareale, die sich von der Küste in das überwiegend flache Binnenland hineinziehen. Die Autostrada Sistiana-Rabuiese (tronco II) durchquert dieses Stadtareal und bildet eine internationale Straßenverbindung zwischen Italien und Slowenien. Das angrenzende Bergland ist teilweise bewaldet. Dabei grenzt das Stadtgebiet an die Territorien der italienischen Nachbargemeinden Triest und San Dorligo della Valle. Streckenweise bildet der küstennahe Abschnitt des Rosandratals die kommunale Grenze innerhalb Italiens.

## Territoriale Gliederung
Die Stadt Muggia besteht aus folgenden Ortsteilen (slowenischer Name in Klammer):
| - Aquilinia (Žavlje) - Aquilinia–Stramare - Belpoggio (Beloglav) - Boa - Case sparse | - Chiampore (Čampore) - Farnei - Farnei di Muggia - Lazzaretto, San Bartolomeo (Lazaret Sveti Jernej) - Muggia, Kernstadt (italienisch capoluogo comunale) | - Noghera (Oreh) - Punta Sottile - Rabuiese (Rabujez) - San Rocco - Santa Barbara (Korošci) | - Stramare (Stramar) - Valico Rabuiese - Vignano (Vinjan) - Villaggio Castelletto - Zindis |

## Geschichte

### Bronzezeit bis Hochmittelalter
Muggia war in der Bronzezeit vielleicht ein castelliere (ein Dorf mit einer Festung), kam unter römische Herrschaft in der Folge der Gründung von Aquileia (181 v. Chr.) und der Eroberungskriege Istriens (178–177 v. Chr.). Die Römer gründeten hier ein Lager, Castrum Muglae, um die Verkehrswege ihrer Kolonie vor den Angriffen der Histrier zu schützen.
Nach dem Untergang des Weströmischen Reiches kam Muggia unter die Herrschaft Theoderichs des Großen und der Goten, später der Langobarden, der Avaren und der Franken. 971 wurde Muggia schließlich von den Königen Italiens Hugo I. und Lothar II. dem Patriarchat Aquileia übergeben. Wegen der beständigen Plünderungen durch Räuber aus dem Hinterland siedelten die Einwohner von Muggia vom Hügel vom alten Castrum Muglae zum Meeresufer um, wo die heutige Stadt immer noch liegt.

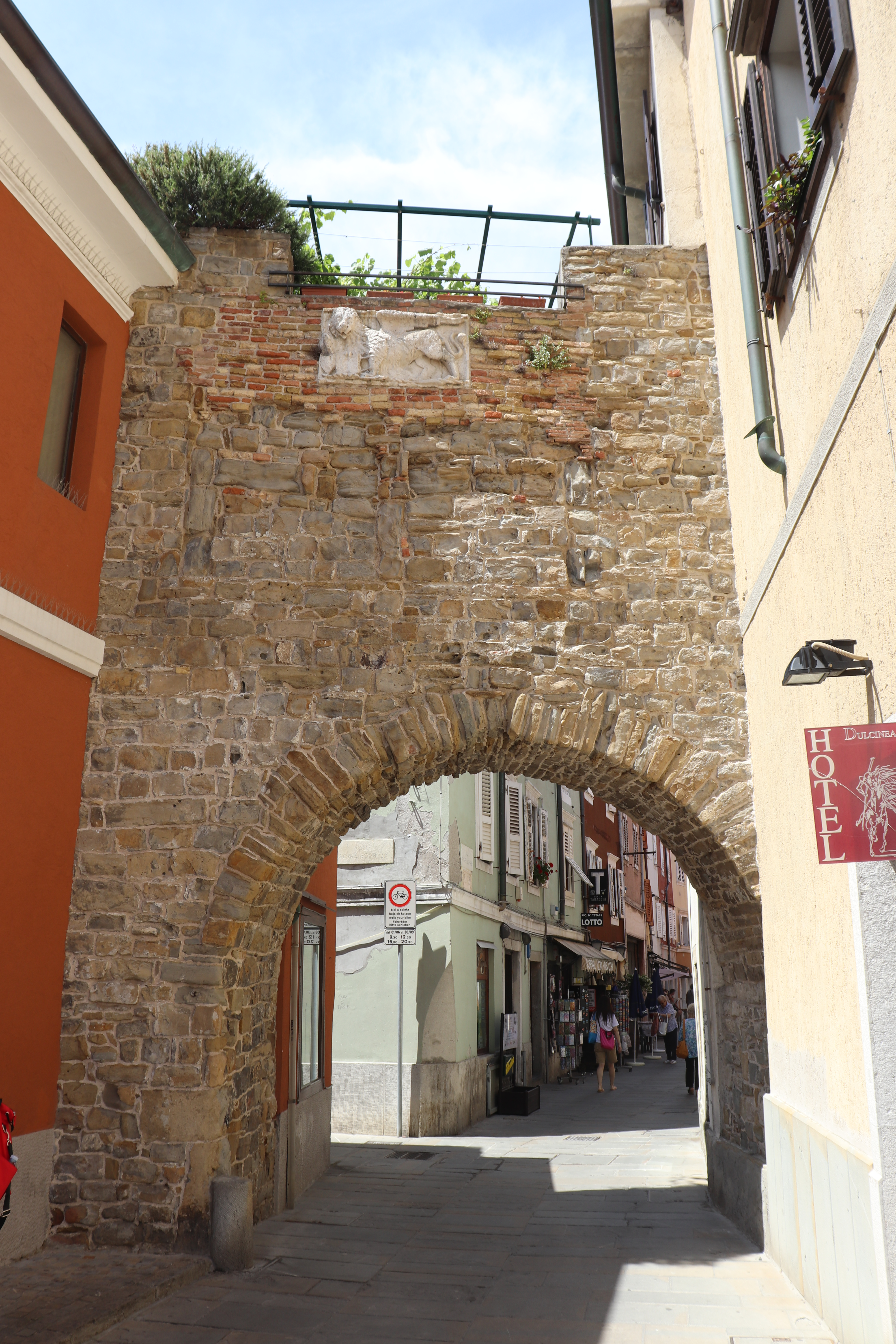
Durchgang mit dem Markuslöwen

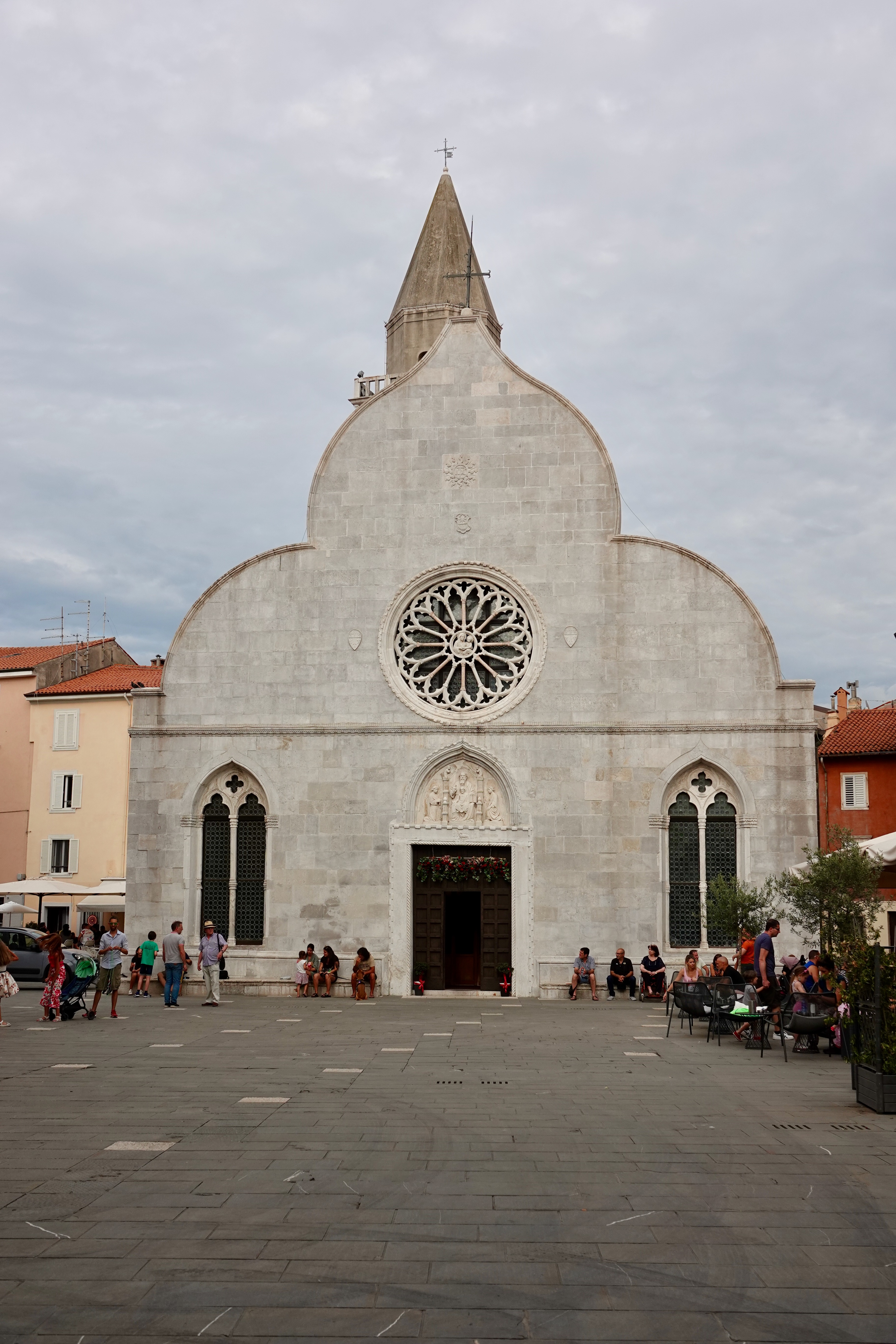
Duomo Arcipretale dei Santi Giovanni e Paolo

### Im Einflussbereich des Patriarchats Aquileia und Venedigs (bis 1420)
Als Enrico Dandolo, Doge und einer der Führer des Vierten Kreuzzugs, die Flotte entlang der Küste Istriens führte, verlangte er auch von den Bewohnern Muggias einen Treueid. Hinzu kam eine bestimmte Menge Wein, die die Stadt jährlich an Venedig symbolisch abzugeben hatte.
Formal blieb die Oberherrschaft allerdings beim Patriarchen von Aquileia. In Muggia regierte ein Rat, der vom Patriarchen genehmigt werden musste, und der eine Art Podestà oder Capitano halbjährlich zum Stadtherrn wählte. Dieses Consiglio wurde von den Cittadini der Stadt gewählt. Während Iudices für die Gerichtsbarkeit zuständig waren, übten Anziani (Ältere) die alltägliche Verwaltungstätigkeit aus. Der Kastellan wiederum wurde vom Patriarchen bestimmt. Bis 1320, als dessen Befugnisse an den Podestà übergingen, verwaltete ein vom Patriarchen eingesetzter Gastalde die Einnahmen der Stadt.
Früheste Nachricht über Spannungen zwischen Aquileia und der Gemeinde stammen von 1258. 1262 verletzten einige Bewohner die Verpflichtung zur Neutralität zwischen Genua und Venedig, so dass der Patriarch gegen die Täter vorgehen wollte. Doch ließ sich auch dieser Konflikt beilegen. Muggia stellte sich 1284 auf die Seite des Patriarchen, musste nach dem Friedensschluss im nächsten Jahr dementsprechend hohe Wiedergutmachungen an das siegreiche Venedig leisten. Nach neuerlichem Krieg beschloss der Rat am 29. Dezember 1287, die Stadt an Venedig zu übergeben. Das Kastell wurde allerdings erst am 4./5. November 1288 den Venezianern ausgehändigt, die Stadt beherrschte bald ein Podestà aus Venedig, den Muggia selbst unterhalten musste. Im November 1288 kam Muggia somit für kurze Zeit unter venezianische Herrschaft. Schon 1289 kehrte die Stadt allerdings zum Patriarchen zurück, so, wie es sich der Rat für die Zeit nach dem Krieg ausbedungen hatte.
1313 bot Muggia erneut die Unterstellung unter Venedig an, die am 24. Mai 1314 auch umgesetzt wurde. Doch Muggia lavierte weiterhin zwischen den mächtigen Nachbarn. Als es 1372 zu einer neuerlichen Rebellion unter Raffaello di Ser Steno kam, drohte daraus ein größerer Krieg zu werden, denn die benachbarten Mächte mischten sich ein. Doch erst am 4. November 1374 konnte der Heerführer des Patriarchen im Triumph in die Stadt einziehen. Nun wurde oberhalb der Stadt ein starkes Kastell errichtet, um Muggia dauerhaft zu kontrollieren.
Während des Chioggia-Krieges erhielt Muggia Unterstützung durch Cividale und Udine gegen die Venezianer. 1386 kam es auf Betreiben des Signore von Padua zu einem Versuch, Muggia in die Hand von Triest zu bringen, denn damit sollten Venedigs Verbündete, vor allem die Stadt Udine, geschwächt werden. Als Venedig versuchte, das Patriarchat insgesamt in seine Hand zu bekommen, marschierte Kaiser Sigismund über die Alpen und zwang Muggia im Januar 1411, sich ihm zu unterstellen. Doch schon am 20. März 1411 unterstellte sich die Stadt Venedig.

### Herrschaft Venedigs (1420–1797)
Nach verschiedenen Ereignissen, unter anderem Belagerungen durch die Triestiner im Jahr 1353, kam Muggia am 8. Juni 1420 erneut unter die Herrschaft der Republik Venedig, die die Stadt bis 1797 dominierte. Im 17. Jahrhundert schwankte ihre Einwohnerzahl zwischen 1100 und 1200. Venedigs Vertreter vor Ort war, wie üblich, ein Podestà, ihm stellte der Senat einen Kastellan zur Seite. Die Kommune von Muggia wählte ihrerseits drei Iudices. Die einflussreichsten Familien bildeten die Comune, die von Zeit zu Zeit drei Oratoren wählte, deren Aufgabe darin bestand, die alten Privilegien zu erneuern. Haupteinnahmequelle waren die Salinen, wenn diese sich auch nicht mit denen von Piran und Capodistria messen konnten. Außerdem machte die Konkurrenz des ab 1382 habsburgischen Triest der kleinen Stadt schwer zu schaffen. Im Gegensatz zu den anderen Städten Istriens, unterschied man in Muggia die Bevölkerung keineswegs nach den drei Ständen der nobili, cittadini und des popolo, sondern etwa zwanzig Familien, deren Vermögen auf dem Salz basierte, monopolisierten die Macht. Allerdings bekämpften sich diese Familien auf das heftigste. Dabei klagten etwa 1581 die Apostoli in Venedig, der Rektor stehe im Bündnis mit ihren Gegnern, den Bacchiocchi, die sich ihrerseits 1595 beklagten. Dabei ging es immer wieder um Ehre und Vorrang sowie ungesühnte Streitigkeiten der Vergangenheit, die zu Übergriffen und Morden führten. Dabei konnte gerade die Delegation der Konfliktlösung an Venedig zur Unlösbarkeit der Konflikte beitragen, da die lokalen Kräfte damit ausgeschaltet wurden und die Versuche, die Dominante in die Konflikte mit einzubeziehen, diese komplexer machten. Verschärft wurden diese Konflikte noch, als Triest mit der Einrichtung der Saline von Zaule (Žavlje) den wirtschaftlichen Druck nahe der Grenze zu Muggia erhöhte. 1623 spitzten sich diese Konflikte, zumal Muggias Salzausfuhren in das Gebiet der Habsburger gingen, aufs Äußerste zu, als Venedig den Provveditore in Istria Francesco Basadonna dazu veranlasste Venedigs Salzmonopol tatsächlich durchzusetzen und den Schmuggel zu unterbinden. Dies setzte jedoch die venezianischen Nachbarstädte unter Druck, deren Ausfuhren ins Habsburgergebiet gingen, und die sich daher über Basadonnas harte Maßnahmen beschwerten. Außerdem brach der Salzhandel insgesamt ein, so dass sich Muggia, das aus dem Salzhandel Abgaben von 3000 Lire pro Jahr zog, nunmehr einem Schuldenberg von 23.000 Lire gegenübersah. Der fontico, der bis dahin über Rücklagen von 50.000 Lire verfügt hatte, war leer. Basadonna versuchte den lokalen Handel unter seine Kontrolle zu bringen, eine Aufgabe, die er nun Giovanni Apostolo überließ. Die Spannungen wuchsen an, bis es zu einem Aufstand kam, den erst Truppen aus Dalmatien am 17. September unterdrückten. Zehn der Rädelsführer wurden hingerichtet, die führenden Männer mussten auf Knien um Gnade bitten. Basadonna begnadigte die Inhaftierten. Zuanne Apostoli wurde zum mächtigsten Mann in Muggia, 1627 wurde er zum Kastellan bestimmt. Basadonna erhoffte sich eine bessere Kontrolle durch die Verstärkung der Festung, aber auch durch die Einbindung der Apostoli. Doch nun verdächtigte ihn Lorenzo Zorzi, cancelliere pretorio, am Schmuggel partizipiert zu haben, wozu er seine Verwandten in Triest eingespannt haben sollte. Apostolo ersuchte erfolgreich darum, dass sein Fall in Venedig untersucht werde, wo er vom Collegio für unschuldig befunden wurde; auch ein zweiter Versuch, ihn zur Rechenschaft zu ziehen, scheiterte in Venedig. Schließlich ersuchten die führenden Familien Muggias darum, als Kastellan einen ortsfremden, am besten einen Patrizier zu entsenden, um so die heftigen Kämpfe zwischen den örtlichen Familien zu beenden. Venedig hatte mit seinem Eingriff in den Salzhandel für so starke Spannungen zwischen den Familien gesorgt, dass diese die Rückkehr zum alten Zustand verlangten; die Übertragung des machtvollsten Amtes an einen Angehörigen der Familie Apostoli hatte das delikate Gleichgewicht zwischen den führenden Familien zeitweise zerstört und dessen Gegner in den Aufstand getrieben.
1532 wurden die Juden aus Muggia vertrieben, 1553 bis 1554 grassierte die Pest in dem Städtchen.

### Österreich (1815–1919), Freies Territorium Triest (1947–1954)

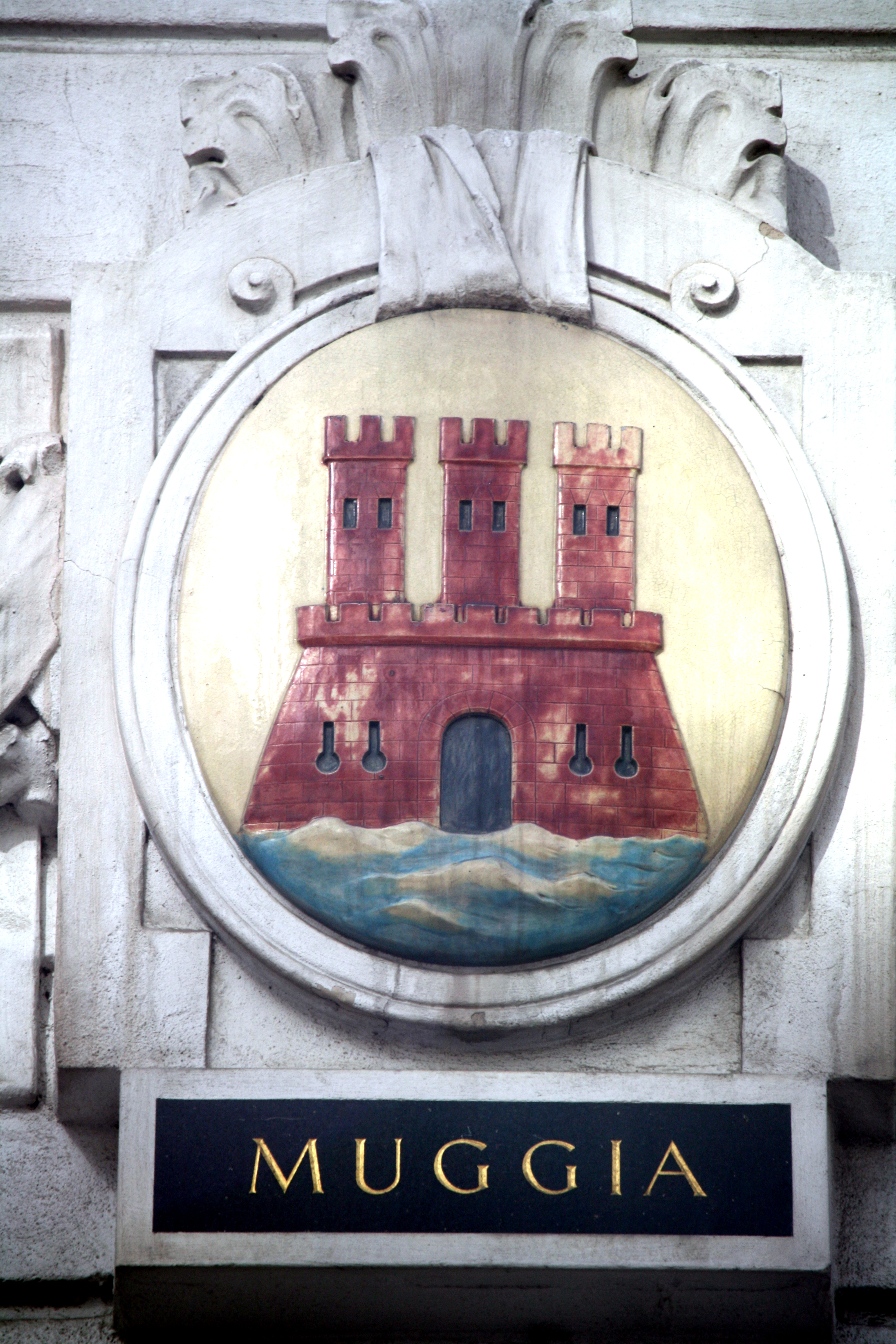
Wappen von Muggia auf dem einst von der Marinesektion des k.u.k. Kriegsministeriums genutzten Amtsgebäude Marxergasse 2 in Wien.

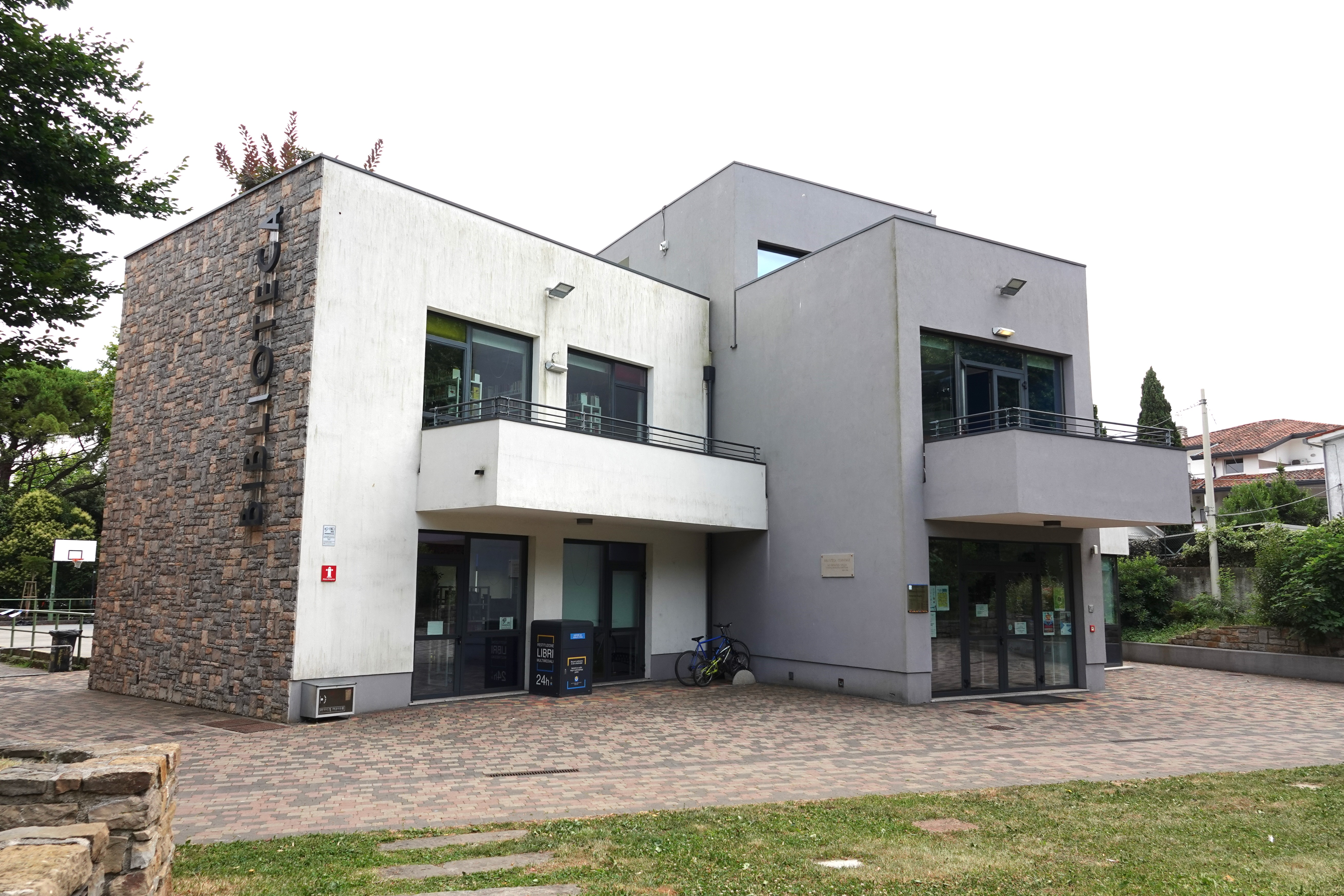
Gemeindebibliothek von Muggia

Nach der Übergabe an Österreich entwickelte sich in Muggia eine prosperierende Werftindustrie. 1857/1858 wurde hier die Stabilimento Tecnico Triestino gegründet – die größte Schiffswerft der k. u. k. Monarchie, die bis 1912 als einzige in der Lage war, die größten Schlachtschiffe der k. u. k. Kriegsmarine zu bauen.
Mit dem Vertrag von Saint-Germain am Ende des Ersten Weltkriegs kam Muggia wie ganz Istrien 1919 zu Italien. In der zweiten Hälfte des 20. Jahrhunderts geriet der Schiffsbau in Muggia, wie in vielen Häfen Europas, in die Krise.
Zur Zeit des Freien Territoriums Triest gehörte der Ort zur sogenannten Zone A, bis 2017 zur Provinz Triest.
Seit dem Ende des Kalten Krieges und der Aufnahme Sloweniens in die EU im Jahre 2004 ist Muggia wieder zunehmend ein belebtes Tourismus- und Handelszentrum.

## Sehenswürdigkeiten
- Basilika Santa Maria Assunta, romanische Basilika aus dem 11. Jahrhundert, mit bedeutenden Fresken und wertvoller Ausstattung aus vorromanischer Zeit
- Castello di Muggia, spätmittelalterliche Burg, heute in Privatbesitz
- Santi Giovanni e Paolo, Dom von Muggia aus dem 13. Jahrhundert
- Historische Altstadt
- Civico Museo Archeologico, Städtisches Archäologisches Museum in der Casa Veneta im historischen Zentrum
- Gemeindebibliothek Edoardo Guglio mit ca. 22.000 Bänden

## Städtepartnerschaften
Muggia unterhält eine Partnerschaft mit dem österreichischen Obervellach (Kärnten).

## Söhne und Töchter der Stadt
- Giuseppe Cuscito (1940–2024), Archäologe und Historiker
- Dario Hübner (* 1967), Fußballspieler